# 梅州学宫
24°18′42″N 116°06′40″E / 24.31167°N 116.11111°E
梅州学宫位于中国广东省梅州市梅江区江北南门考院前，1978年11月16日学宫被梅县革命委员会定为县重点文物保护单位，2000年被梅州市人民政府列为第一批市级文物保护单位。现为梅江区博物馆的一部分。
梅州学宫始建于南宋淳祐元年（1241年），现存泮池、大成门、大成殿、东西庑等建筑。大成殿为重檐歇山顶，面阔三间，进深四间，副阶周匝，建筑面积300多平方米，殿前月台正中设台阶，大成殿内有反映孔子讲学论道内容的巨幅壁画组图。东西庑为硬山顶，灰瓦面。